# کوه استروملو
کوه استروملو (سابقا کوه استروم) قله‌ای است آتشفشانی با ارتفاع ۷۷۰ متر (۲٬۵۳۰ فوت) بالاتر از سطح دریا که در قلمرو پایتختی استرالیا واقع شده است. این کوه بیشتر از همه به‌عنوان محل قرارگیری رصدخانه استروملو شناخته می‌شود.